# Torneo Regional del Litoral 2024
El Torneo Regional del Litoral 2024 es una competencia anual de rugby de Argentina que involucra a los mejores clubes de la Unión de Rugby de Rosario, de la Unión Santafesina de Rugby y de la Unión Entrerriana de Rugby.
El formato del torneo se constituye en una fase regular bajo el modo de disputa de "todos contra todos" a 2 ruedas. Terminada esa fase regular, los 4 primeros jugarán semifinales y final para definir al campeón. Actualmente, el TRL conserva plazas para el Torneo del Interior "A", al que clasifican estos 4 equipos, sumado al 5to mejor posicionado en la tabla final del torneo.
Por otro lado, el 6to y el 7mo tienen una clasificación directa al Torneo del Interior "B", a los que también se les puede sumar el 8vo posicionado, el cual juega una reválida ante un equipo de otra Unión del país que, de ganarla, también clasificaría al TDI "B". En caso de que el octavo pierda esa reválida, jugará la Reclasificación A, a la cual se le suma el 9no que va directamente a la Reclasificación para conservar su plaza en el primer nivel del TRL.

## Equipos participantes
| Club                               | Union                      |
| ---------------------------------- | -------------------------- |
| Club de Rugby Ateneo Inmaculada    | Unión Santafesina de Rugby |
| Santa Fe Rugby Club                | Unión Santafesina de Rugby |
| Paraná Rowing Club                 | Unión Entrerriana de Rugby |
| Club Atlético Estudiantes (Paraná) | Unión Entrerriana de Rugby |
| Duendes Rugby Club                 | Unión de Rugby de Rosario  |
| Club Gimnasia y Esgrima de Rosario | Unión de Rugby de Rosario  |
| Jockey Club de Rosario             | Unión de Rugby de Rosario  |
| Club Universitario de Rosario      | Unión de Rugby de Rosario  |
| Old Resian Club                    | Unión de Rugby de Rosario  |

## Tabla de posiciones[2]
| Pos. | Equipo                             | PJ | PG | PE | PP | AF | AC | Dif. | Pts. Bonus | Puntos |
| ---- | ---------------------------------- | -- | -- | -- | -- | -- | -- | ---- | ---------- | ------ |
| 1    | CRAI                               | 16 | 13 | 1  | 2  | 50 | 37 | 13   | 5          | 59     |
| 2    | Jockey Club de Rosario             | 16 | 10 | 0  | 6  | 16 | 19 | -3   | 10         | 50     |
| 4    | Santa Fe Rugby Club                | 16 | 10 | 1  | 5  | 46 | 36 | 10   | 5          | 47     |
| 3    | GER                                | 16 | 9  | 1  | 6  | 51 | 45 | 6    | 5          | 43     |
| 5    | Club Atlético Estudiantes (Paraná) | 16 | 8  | 0  | 8  | 50 | 57 | -7   | 11         | 43     |
| 7    | Duendes Rugby Club                 | 16 | 7  | 0  | 9  | 41 | 32 | 9    | 13         | 41     |
| 6    | Old Resian Club                    | 16 | 6  | 2  | 8  | 34 | 54 | -20  | 10         | 38     |
| 8    | Paraná Rowing Club                 | 16 | 4  | 0  | 12 | 15 | 25 | -10  | 11         | 27     |
| 9    | Club Universitario de Rosario      | 16 | 2  | 1  | 13 | 55 | 53 | 2    | 11         | 21     |

Nota: Se otorgan 4 puntos al equipo que gane un partido, 2 al que empate y 0 al que pierda
Puntos Bonus: 1 punto por convertir 4 tries o más en un partido (BO) y 1 al equipo que pierda por no más de 7 tantos de diferencia (BD).
|  | Clasificados a semifinales. |

### Desarrollo
| Fecha      | Equipo local          | Resultado | Equipo visitante      |
| ---------- | --------------------- | --------- | --------------------- |
| 16/03/2024 | C.R.A.I.              | 18 - 14   | Duendes               |
| 16/03/2024 | Old Resian            | 20 - 27   | Santa Fe R.C.         |
| 16/03/2024 | Paranà Rowing         | 15 - 25   | Estudiantes Parana    |
| 17/03/2024 | Universitario Rosario | 25 - 27   | G.E.R.                |
| 23/03/2024 | Duendes               | 27 - 14   | Old Resian            |
| 23/03/2024 | Estudiantes Paranà    | 26 - 30   | Universitario Rosario |
| 23/03/2024 | G.E.R.                | 23 - 32   | C.R.A.I.              |
| 23/03/2024 | Santa Fe R.C.         | 19 - 16   | Jockey Club Rosario   |
| 06/04/2024 | C.R.A.I.              | 19 - 15   | Estudiantes Paranà    |
| 06/04/2024 | Jockey Club Rosario   | 18 - 13   | Duendes               |
| 06/04/2024 | Old Resian            | 11 - 14   | G.E.R.                |
| 06/04/2024 | Universitario Rosario | 13 - 20   | Paranà Rowing         |
| 13/04/2024 | Duendes               | 19 - 14   | Santa Fe R.C.         |
| 13/04/2024 | Estudiantes Paranà    | 61 - 17   | Old Resian            |
| 13/04/2024 | G.E.R.                | 16 - 13   | Jockey Club Rosario   |
| 13/04/2024 | Paranà Rowing         | 17 - 8    | C.R.A.I.              |
| 20/04/2024 | C.R.A.I.              | 26 - 21   | Universitario Rosario |
| 20/04/2024 | Jockey Club Rosario   | 23 - 22   | Estudiantes Paranà    |
| 20/04/2024 | Old Resian            | 35 - 17   | Paranà Rowing         |
| 20/04/2024 | Santa Fe R.C.         | 26 - 16   | G.E.R.                |
| 27/04/2024 | Estudiantes Paranà    | 10 - 20   | Santa Fe R.C.         |
| 27/04/2024 | G.E.R.                | 17 - 19   | Duendes               |
| 27/04/2024 | Paranà Rowing         | 24 - 31   | Jockey Club Rosario   |
| 27/04/2024 | Universitario Rosario | 12 - 17   | Old Resian            |
| 04/05/2024 | Duendes               | 18 - 32   | Estudiantes Paranà    |
| 04/05/2024 | Jockey Club Rosario   | 45 - 28   | Universitario Rosario |
| 04/05/2024 | Old Resian            | 16 - 16   | C.R.A.I.              |
| 04/05/2024 | Santa Fe R.C.         | 35 - 19   | Paranà Rowing         |
| 11/05/2024 | C.R.A.I.              | 29 - 20   | Jockey Club Rosario   |
| 11/05/2024 | Estudiantes Paranà    | 24 - 47   | G.E.R.                |
| 11/05/2024 | Paranà Rowing         | 26 - 24   | Duendes               |
| 11/05/2024 | Universitario Rosario | 22 - 31   | Santa Fe R.C.         |
| 18/05/2024 | Duendes               | 40-7      | Universitario Rosario |
| 18/05/2024 | G.E.R.                | 29-27     | Paranà Rowing         |
| 18/05/2024 | Jockey Club Rosario   | 30-28     | Old Resian            |
| 18/05/2024 | Santa Fe R.C.         | 13-16     | C.R.A.I.              |
| 25/05/2024 | Duendes               | 10-15     | C.R.A.I.              |
| 25/05/2024 | Estudiantes Paranà    | 27-20     | Paranà Rowing         |
| 25/05/2024 | G.E.R.                | 20-35     | Universitario Rosario |
| 25/05/2024 | Santa Fe R.C.         | 27-37     | Old Resian            |
| 01/06/2024 | C.R.A.I.              | 26-13     | G.E.R.                |
| 01/06/2024 | Jockey Club Rosario   | 39-5      | Santa Fe R.C.         |
| 01/06/2024 | Old Resian            | 30-29     | Duendes               |
| 01/06/2024 | Universitario Rosario | 29-35     | Estudiantes Paranà    |
| 08/06/2024 | Duendes               | 13-17     | Jockey Club Rosario   |
| 08/06/2024 | Estudiantes Paranà    | 22-24     | C.R.A.I.              |
| 08/06/2024 | G.E.R.                | 36-19     | Old Resian            |
| 08/06/2024 | Paranà Rowing         | 39-22     | Universitario Rosario |
| 15/06/2024 | C.R.A.I.              | 40-22     | Paranà Rowing         |
| 15/06/2024 | Jockey Club Rosario   | 17-23     | G.E.R.                |
| 15/06/2024 | Old Resian            | 28-36     | Estudiantes Paranà    |
| 15/06/2024 | Santa Fe R.C.         | 25-19     | Duendes               |
| 22/06/2024 | Estudiantes Paranà    | 31-26     | Jockey Club Rosario   |
| 22/06/2024 | G.E.R.                | 22-22     | Santa Fe R.C.         |
| 22/06/2024 | Paranà Rowing         | 14-18     | Old Resian            |
| 22/06/2024 | Universitario Rosario | 12-15     | C.R.A.I.              |
| 29/06/2024 | Duendes               | 44-16     | G.E.R.                |
| 22/06/2024 | Jockey Club Rosario   | 34-14     | Paranà Rowing         |
| 22/06/2024 | Old Resian            | 27-27     | Universitario Rosario |
| 22/06/2024 | Santa Fe R.C.         | 24-17     | Estudiantes Paranà    |
| 13/07/2024 | C.R.A.I.              | 34-31     | Old Resian            |
| 13/07/2024 | Estudiantes Paranà    | 22-18     | Duendes               |
| 13/07/2024 | Paranà Rowing         | 14-21     | Santa Fe R.C.         |
| 13/07/2024 | Universitario Rosario | 16-26     | Jockey Club Rosario   |
| 20/07/2024 | Duendes               | 45-24     | Paranà Rowing         |
| 20/07/2024 | G.E.R.                | 29-19     | Estudiantes Paranà    |
| 20/07/2024 | Jockey Club Rosario   | 17-10     | C.R.A.I.              |
| 20/07/2024 | Santa Fe R.C.         | 40-35     | Universitario Rosario |
| 27/07/2024 | C.R.A.I.              | 22-13     | Santa Fe R.C.         |
| 27/07/2024 | Old Resian            | 33-28     | Jockey Club Rosario   |
| 27/07/2024 | Paranà Rowing         | 24-33     | G.E.R.                |
| 27/07/2024 | Universitario Rosario | 12-73     | Duendes               |

## Fese Final[3]

### Semifinales
|  | CRAI | 28 - 24 | GER |  |  |

|  | Jockey Club de Rosario | 25 - 22 | Santa Fe Rugby Club |  |  |

### Final
|  | CRAI | 18 - 26 | Jockey Club de Rosario |                       |  |
|  |      |         |                        | Árbitro(s): Schneider |  |